# Penn World Table
Le Penn World Table est un jeu de données maintenu conjointement par des chercheurs de l'université de Californie à Davis et du Groeningen Growth Develpment Centre de l'université de Groningue pour mesurer le produit intérieur brut réel au cours du temps et dans différents pays.